# Simfonia núm. 3 (Martinů)
La simfonia núm. 3, H. 299, és una composició orquestral del compositor txec Bohuslav Martinů. Es va estrenar el 12 d'octubre de 1945 a Boston, interpretada per l'Orquestra Simfònica de Boston dirigida per Serge Koussevitzky. La va dedicar a l'orquestra i al director, referint-se als seus 20 anys de col·laboració.

## Origen i context
Martinů va compondre la Tercera Simfonia en només sis setmanes l'estiu de 1944 a Ridgefield, Connecticut, del 2 de maig al 14 de juny, on Martinů havia buscat alleujament del calorós i agitat estiu de Nova York. El compositor va assenyalar més tard que «la peça té un to tràgic, escrita en un moment en què tenia bastant de nostàlgia». La composició no va ser fruit d'un encàrrec, sinó que va ser un gest espontani, i està dedicada a Serge Koussevitzky i l'⁣Orquestra Simfònica de Boston, en el vintè aniversari de la seva associació.
El segon moviment està datat el 26 de maig de 1944 i, per tant, és molt probable que estigués treballant en el Finale quan es va rebre la notícia del desembarcament aliat a Normandia el 6 de juny. Encara que això de vegades s'ha interpretat com una influència en el gir alegre pres en aquest moviment, també és possible que el disseny global de la simfonia s'hagués establert molt abans.

## Anàlisi
La simfonia consta de tres moviments:
1. Allegro poco moderato
2. Largo
3. Allegro—Andante

És especialment interessant seguir el desenvolupament tonal de la tercera simfonia. La simfonia comença en la tonalitat fosca de mi bemoll menor i avança cap al so brillant de mi major a prop del final. La música explora tots els matisos des del mi bemoll menor més fosc a la introducció fins al do major més brillant a la conclusió del Largo. La bellesa solemne d'aquest moviment va ser comparada pel compositor amb la polifonia de corda en un Concerto Grosso de Corelli.

## Representacions
Serge Koussevitzky va estrenar la simfonia a Boston el 12 d'octubre de 1945 amb l'Orquestra Simfònica de Boston. A Txecoslovàquia es va dur a terme per primera vegada el 13 d'octubre de 1949 dirigida per Karel Sejna.

## Instrumentació
La simfonia està escrita per a dues flautes, flautí, dos oboès, corn anglès, tres clarinets, dos fagots, quatre trompes, tres trompetes, tres trombons, tuba, timbals, percussió (tres intèrprets: plats, tam-tam, triangle, bombo i tambor lateral), arpa, piano i cordes.

## Discografia
- Martinů: Simfonia núm. 3. Filharmònica Txeca, dirigida per Karel Šejna. Enregistrat a Praga, 21 d'octubre de 1949. Enregistrament a 78 rpm, 4 discos, mono. Supraphon 2057/60. [Primer enregistrament de l'obra.] Reeditat l'any 1995 a Supraphon SU1924-2.[8]
- Martinů: Simfonia núm. 3. Orquestra Filharmònica Estatal de Brno dirigida per Břetislav Bakala. Enregistrat a Varsòvia, 1956. Enregistrament en LP, 10 polzades, mono. Muza L0150. [Varsòvia]: Polski Nagrania. [Primer LP de l'obra.].[9]
- Martinů: Simfonia núm. 3; Simfonia núm. 4; Simfonia núm. 5. Filharmònica Txeca, Václav Neumann, dtor. Set de 2 LP, quadrafònic. Supraphon 1410 2771/2. Praga: Supraphon, 1979. Reeditat com a part de les Simfonies de Martinů. Set de 3 CD, estèreo. Supraphon 110382. [Praga]: Supraphon, 1994.
- Martinů Simfonies núm. 3, núm. 6 "Fantaisies simfòniques". Filharmònica Txeca, Václav Neumann, dtor. Enregistrat del 26 al 28 d'agost de 1982 (Simfonia núm. 3) i del 14 al 20 de juny de 1984 (Simfonia núm. 6), House of Artists, Praga. Gravació de CD, estèreo. Supraphon 33C37-7760. Tòquio: Nippon Columbia Co., Ltd., 1986.
- Martinů: Simfonies completes. Orquestra Simfònica de Bamberg, Neeme Järvi, dtor. Set de 3 CD. Gravat els anys 1987 i 1988 al Dominikanerbau, Bamberg. Bis 1371/2. [Suècia]: Bis, 2003. Reeditat, set de 3 CD. Clàssics brillants 8950. [Np ]: Clàssics brillants, 2008.
- Martinů: Simfonia núm. 3; Simfonia núm. 4. Scottish National Orchestra, Bryden Thomson, dtor. Enregistrat del 6 al 7 de setembre de 1989 al Henry Wood Hall, Glasgow. Gravació de CD, digital, estèreo, 4¾ polzades. Chandos CHAN 8917; Cinta de casset, Chandos ABTD 1525. Colchester, Essex, Anglaterra: Chandos, 1991.
- Martinů: Simfonia núm. 3; Simfonia núm. 4. Filharmònica Txeca, Jiří Bělohlávek, dtor. Enregistrat al Dvořák Hall del Rudolfinum, Praga, del 8 a l'11 de setembre de 2003. Gravació de CD, estèreo. Supraphon SU 3631-2 031; Qualiton 099925363123; 675754697129. Praga: Supraphon, 2003.
- Martinů: Simfonies núms 1–6. Orquestra Simfònica de la Ràdio de Praga, Vladimír Válek, dtor. Enregistrat a Praga, Ràdio Txeca, Estudi A, 2006. Set de 3 CD. Supraphon SU 3940. Praga: Supraphon, 2008.
- Martinů: Les 6 simfonies. Orquestra Simfònica de la BBC, Jiří Bělohlávek. Enregistrat en directe al Barbican Hall de Londres, 3 d'octubre 3 (núm. 1) i 9 d'octubre (núm. 2), 2009; 19 de febrer (núm. 4), 19 de març (núm. 5), 17 d'abril 17 (núm. 3) i 8 de maig (núm. 6), 2010. Set de 3 CD. Onyx 4061. [Londres]: Onyx Classics, 2011.